# 牧原出
牧原 出（まきはら いづる、1967年12月1日 - ）は、日本の政治学者。専門は、行政学・日本政治史。東京大学先端科学技術研究センター教授。愛知県西尾市生まれ。

## 経歴
経歴は以下の通り。
- 1990年03月 - 東京大学法学部（第2類）卒業
- 1990年04月 - 東京大学法学部助手
- 1993年10月 - 東北大学法学部助教授
- 2000年04月 - 東北大学大学院法学研究科助教授（大学院重点化による）
- 2000年10月 - ロンドン・スクール・オブ・エコノミクス客席研究員（2002年9月まで）[4]
- 2006年04月 - 東北大学大学院法学研究科教授
- 2011年09月 - 博士（学術）（東京大学）（学位論文「行政改革と調整のシステム」[5]）
- 2013年04月 - 東京大学先端科学技術研究センター教授

### その他の職歴
日本公共政策学会理事なども務める。東日本大震災を機に、「政策課題に政治がどう向き合うのか見届ける必要性を感じた」として、内閣府や総務省などの委員会の委員として意見を述べるようになった。

### 受賞歴
- 2003年、『内閣政治と「大蔵省支配」――政治主導の条件』でサントリー学芸賞を受賞。
- 2023年、『田中耕太郎』で第24回読売・吉野作造賞を受賞。

## 著書

### 単著
- 『内閣政治と「大蔵省支配」―政治主導の条件』（中央公論新社［中公叢書］、2003年）
- 『行政改革と調整のシステム』（東京大学出版会［行政学叢書］、2009年）
- 『権力移行―何が政治を安定させるのか』（NHKブックス、2013年）
- 『「安倍一強」の謎』（朝日新書、2016年）
- 『崩れる政治を立て直す―21世紀の日本行政改革論』（講談社現代新書、2018年）
- 『田中耕太郎　闘う司法の確立者、国際法の探究者』（中公新書、2022年）

### 共著
- （天川晃・御厨貴）『日本政治外交史――転換期の政治指導』（放送大学教育振興会、2007年）
- （御厨貴）『改訂版 日本政治外交史』（放送大学教育振興会、2013年）、放送大学教材
- （御厨貴・佐藤信）『政権交代を超えて　政治改革の20年』（岩波書店、2013年11月）
- （岡ノ谷一夫・梯久美子）『本棚から読む平成史』（河出書房新社、2019年6月）

読売新聞連載「平成時代名著50」を書籍化（読売新聞社文化部編）
- （御厨貴）『日本政治史講義』（有斐閣、2021年5月）

### 編著
- （御厨貴）『聞き書　 武村正義回顧録』（岩波書店、2011年2月）- オーラル・ヒストリーでの回想。
- （飯尾潤・苅部直）『政治を生きる――歴史と現代の透視図』（中央公論新社［中公叢書］、2012年3月）
- （御厨貴）『聞き書　 野中広務回顧録』（岩波書店、2012年6月／岩波現代文庫、2018年）
- （赤坂幸一・中澤俊輔）『議会政治と55年体制――衆議院事務総長の回想【谷福丸オーラルヒストリー】』（信山社、2012年7月）
- 『法の番人として生きる　大森政輔元内閣法制局長官回顧録』（岩波書店、2018年2月）

## 論文

### 雑誌論文
- 「『協議』の研究――官僚制における水平的調整の分析（1-5）」『國家學會雑誌』第107巻1・2号／第108巻3・4号／第108巻9・10号／第109巻5・6号／第109巻7・8号（1994年-96年）
- 「内閣・官房・原局――占領終結後の官僚制と政党（1-2）」『法学』第59巻3号／第60巻3号（1995年-96年）
- 「戦後日本の『内閣官僚』の形成」日本政治学会編『年報政治学――オーラル・ヒストリー』（岩波書店, 2004年）
- 「『官房』の理論とその論理構造」『年報行政研究』第40号（2005年）
- 「政治化と行政化のはざまの司法権――最高裁判所 1950-1960」『公共政策研究』6号（2006年）

### 書籍所収論文
- 「官僚制理論」西尾勝・村松岐夫編『講座行政学（1）行政の発展』（有斐閣, 1994年）
- 「日本の男女共同参画の制度と機構――『フェモクラット・ストラテジー』の視点から」辻村みよ子・稲葉馨編『日本の男女共同参画政策――国と地方公共団体の現状と課題』（東北大学出版会, 2005年）
- 「憲政の中の『内閣官僚』」坂野潤治・新藤宗幸・小林正弥編『憲政の政治学』（東京大学出版会, 2006年）